# فرودگاه بین‌المللی کامپوگرانده
فرودگاه بین‌المللی کامپوگرانده (به انگلیسی: Campo Grande International Airport) (به زبان بومی: Aeroporto Internacional de Campo Grande) یک فرودگاه همگانی و نظامی مسافربری با کد یاتا CGR است که یک باند فرود آسفالت دارد و طول باند آن ۲۶۰۰ متر است. این فرودگاه در شهر کامپوگرانده کشور برزیل قرار دارد و در ارتفاع ۵۹۹ متری از سطح دریا واقع شده‌است.

## شرکت‌های هواپیمایی و مقصدهای پروازی
| شرکت‌های هواپیمایی     | مقصدهای پروازی |
| --------------------- | --- |
| اویانکا برزیل         | برازیلیا، مارشال روندو، سائو پائولو گوارولوس                                                                                            |
| آزول برزیلین ایرلاینز | ویراکوپوس-کامپیناس، مارشال روندو، آفونسو پنا، سانتا جنووا، سانتوس دومنت، سائو پائولو گوارولوس                                           |
| گول ایر ترنسپورت      | برازیلیا، مارشال روندو، آفونسو پنا، ادواردو گومز، منطقه‌ای مارینگا، سلگدو فیلهو، پورتو وییو، کونگونیاس-سائو پائولو، سائو پائولو گوارولوس |
| تام ایرلاینز          | برازیلیا، کونگونیاس-سائو پائولو، سائو پائولو گوارولوس                                                                                   |